# Igort, il paesaggio segreto
Igort, il paesaggio segreto è un mediometraggio documentario del 2013 diretto da Domenico Distilo.

## Trama
Il film racconta come il protagonista Igort abbia svolto la propria ricerca per la creazione di una trilogia sull'Unione Sovietica, la nascita della graphic novel e l'evoluzione del rapporto dell'artista con il racconto per immagini.

## Produzione
I libri citati nel film sono:
- I quaderni Ucraini - Memorie dal tempo dell'URSS, in cui racconta il genocidio, in gran parte sconosciuto, del popolo ucraino nel periodo stalinista dell'Unione Sovietica[2];
- I quaderni Russi - La guerra dimenticata del Caucaso, in cui tratta gli eventi che hanno portato all'assassinio della giornalista Anna Politkovskaya nella Russia contemporanea[3];
- I quaderni Mistici, in cui disegna la storia di Pavel Florenskij, mistico, matematico e sacerdote teologo russo deportato nei gulag[4].

Il metodo di ricerca di Igort prevede viaggi nei luoghi in cui sono avvenuti i fatti che racconta, interviste ai protagonisti della storia e raccolte di materiali visivi che riporta fedelmente nelle sue opere.